# Live at Hammersmith (álbum de Whitesnake)
Live at Hammersmith es un álbum en directo de la banda de hard rock Whitesnake, editado en 1980. 
Fue publicado solamente en Japón, aunque estas grabaciones se convertirían en caras 3 y 4 del lanzamiento de un doble LP internacional en directo, Live... in the Heart of the City, que apareció a fines de ese mismo año 1980.

## Lista de canciones
1. "Come on" (David Coverdale, Bernie Marsden) - 4:06
2. "Might Just Take Your Life" (Coverdale, Ritchie Blackmore, Jon Lord, Ian Paice) - 5:35
3. "Lie Down" (Coverdale, Micky Moody) - 4:18
4. "Ain't No Love in the Heart of the City" (Michael Price, Dan Walsh) - 6:29
5. "Trouble" (Coverdale, Marsden) - 4:55
6. "Mistreated" (Coverdale, Blackmore) - 10:56

## Personal
- David Coverdale – Voz
- Micky Moody – Guitarra
- Bernie Marsden – Guitarra
- Jon Lord – Teclados
- Neil Murray – Bajo
- Duck Dowle – Batería

- Datos: Q1766012